# Tom Richards (rugbysta)

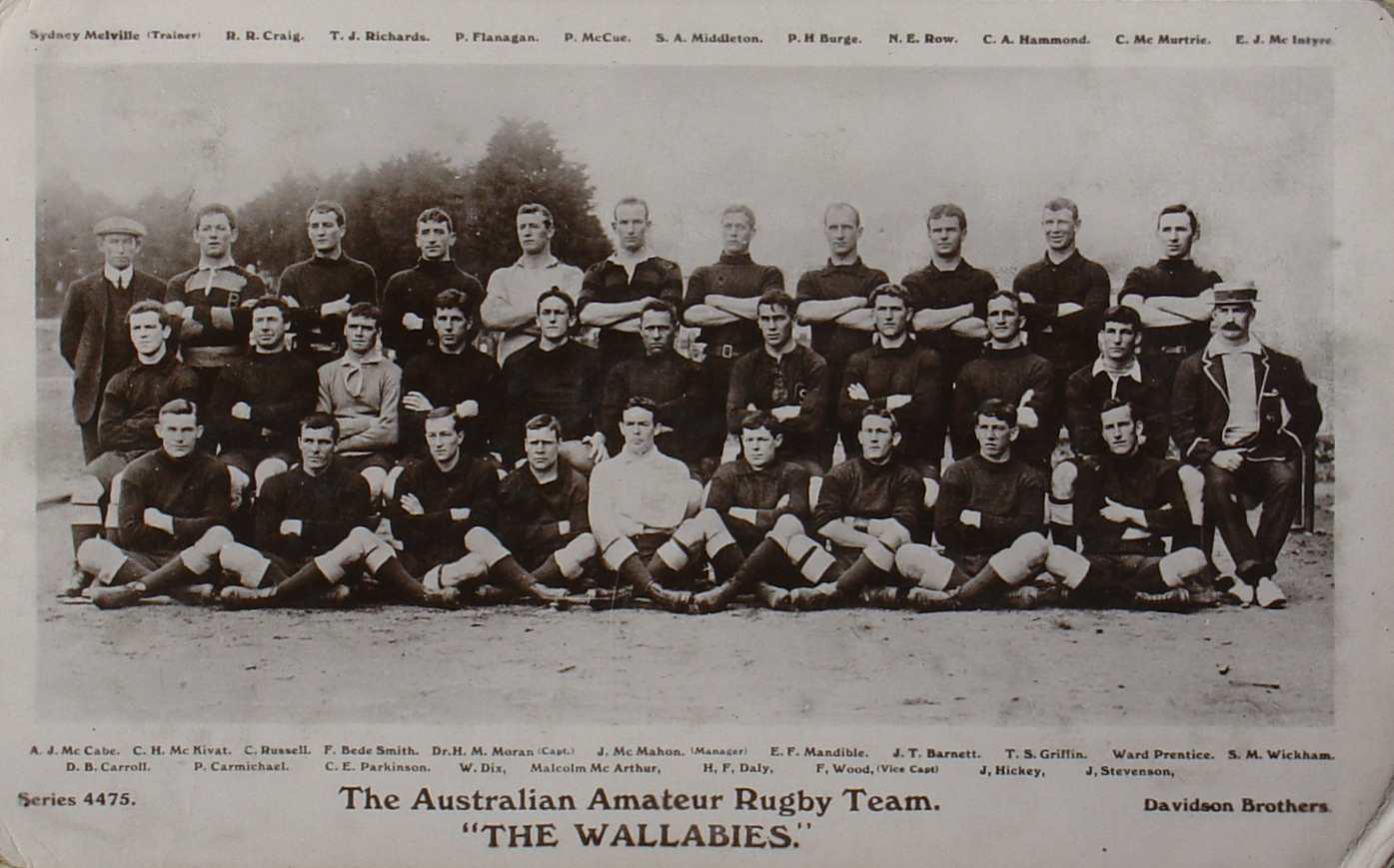
Wallabies z 1908 roku

Thomas James „Tom” Richards (ur. 29 kwietnia 1882 w Emmaville, zm. 25 września 1935 w Brisbane) – australijski rugbysta grający w trzeciej linii młyna, olimpijczyk, zdobywca złotego medalu w turnieju rugby union na Letnich Igrzyskach Olimpijskich w 1908 roku w Londynie. Globtroter z wczesnej historii rugby, grający na czterech kontynentach, i jedyny zawodnik w historii, który wystąpił zarówno w australijskiej reprezentacji, jak i zespole British and Irish Lions. Uważany za jednego z najlepszych graczy tamtego okresu.

## Kariera sportowa
Urodził się w Emmaville w Nowej Południowej Walii jako czwarte z sześciorga dzieci Johna, emigranta z Kornwalii i Mary Ann née Davis, z Victorii. Rok później rodzina przeprowadziła się do Charters Towers w Queensland, dołączając do ojca, który w tej okolicy poszukiwał złota. W wieku piętnastu lat opuścił szkołę i rozpoczął terminowanie u kowala, wkrótce jednak porzucił to zajęcie i poszedł w ślady ojca podejmując się górnictwa. Jego ojciec był górnikiem i jednocześnie duchownym metodystycznym nie pochwalającym sportu uprawianego w niedzielę. Pomimo tego Tom wraz z czterema braćmi byli zagorzałymi graczami – ich pasję do tego sportu rozbudziła wizyta zespołu reprezentującego Nową Południową Walię, będącego w trakcie tournée po Queensland w 1897 roku. Dołączył do lokalnego klubu Waratahs, a potem do zespołu Natives. Narzuciwszy sobie ciężkie treningi fizyczne i taktyczne, reprezentował następnie Charters Towers w spotkaniach z innymi miastami oraz Queensland w meczach międzystanowych.
W 1905 roku rodzina ponownie podążyła za ojcem, tym razem do Południowej Afryki. Związał się wówczas z klubem Miners, a dla prowincji Transvaal rozegrał dwa spotkania w rozgrywkach Currie Cup. Z uwagi na krótki okres przebywania nie został ujęty w kadrze na wyprawę Południowoafrykańczyków do Wielkiej Brytanii, udał się jednak tam na własną rękę. W sezonie 1906–07 występował w klubie z Bristol, został także nominowany do reprezentowania hrabstwa Gloucestershire, w tym w jednym meczu przeciw Południowoafrykańczykom.
Gdy dowiedział się o wyjazdowych planach australijskich rugbystów, powrócił w lipcu 1907 roku do rodzinnego kraju, a ponowne występy w barwach Queensland dały mu miejsce w składzie reprezentacji Australii na pierwsze w historii tournée reprezentacji Australii do Europy i Ameryki Północnej, które odbyło się na przełomie lat 1908–1909. Prócz meczów z drużynami reprezentującymi kluby i hrabstwa zagrał w odbywającym się wówczas turnieju rugby union na Letnich Igrzyskach Olimpijskich 1908. W rozegranym 26 października 1908 roku na White City Stadium spotkaniu Australijczycy występujący w barwach Australazji pokonali Brytyjczyków 32–3. Jako że był to jedyny mecz tych zawodów, oznaczało to zdobycie złotego medalu przez zawodników z Australazji. W australijskiej kadrze w oficjalnym meczu międzypaństwowym zadebiutował 12 grudnia 1908 roku z Walią; zagrał również w drugim testmeczu podczas tego tournée przeciwko Anglikom.
Powróciwszy w marcu 1909 roku do Australii, był szkoleniowcem i graczem Charters Towers i North Queensland w meczach przeciwko zespołom z Sydney. Następnie wyruszył do Południowej Afryki, gdzie został zaproszony do dołączenia do rozgrywającej tam serię spotkań drużyny British and Irish Lions. Wspomógł swoją grą tę drużynę, osłabioną kontuzjami wielu zawodników, kwalifikując się dzięki wcześniejszej grze w Anglii. Zagrał wówczas w dwunastu spotkaniach, w tym dwóch testmeczach ze Springboks.
W czerwcu 1911 roku znalazł się w Sydney, kontynuując karierę zawodniczą w Manly RUFC i przyczyniając się do zajęcia przez tę drużynę trzeciego miejsca w lokalnych rozgrywkach. Grał wówczas również dla Metropolitan XV i Queensland. W następnym roku został wicekapitanem drużyny, która wyruszyła do Ameryki Północnej na kolejne tournée Wallabies, gdzie zagrał z jedynym testmeczu przeciwko USA. Udał się następnie do Wielkiej Brytanii, a w lutym 1913 roku przebywał we Francji z reprezentacją East Midlands. Był pierwszym zagranicznym zawodnikiem klubu Stade Toulousain, a następnie jego szkoleniowcem, pomagał również trenować reprezentację Francji do meczu z Walijczykami. Karierę zakończył w Australii z końcem sezonu 1913.
Uważany był za jednego z najlepszych zawodników swej epoki. The Times pisał o nim jako graczu, którzy „zostałby wybrany jako pierwszy, gdyby Ziemia miała rozegrać mecz rugby z Marsem”.

## Służba wojskowa i dalsze życie
Po wybuchu I wojny światowej zaciągnął się do wojska 26 sierpnia 1914 roku. W ramach 1st AIF brał udział w bitwie o Gallipoli, a następnie przez Egipt trafił do Francji. Przeżył tam atak gazowy, który odbił się na jego zdrowiu, został dwukrotnie ranny, zaś za odwagę otrzymał Military Cross. Do Australii powrócił 23 września 1919 roku.
Dwa lata później ożenił się z Lillian Effie Jane Haley, née Sandow, z którą doczekał się dwójki dzieci. Pracował w sekcji zatrudnienia Department of Repatriation, a następnie został komiwojażerem; pisywał również artykuły dla gazet z Sydney. Po długiej chorobie zmarł na gruźlicę w 1935 roku.

## Varia
- Został przyjęty do hali sław: Queensland Sport Hall of Fame[31], North Queensland Sporting Hall of Fame[2] oraz jako jeden z pierwszej piątki - do Wallaby Hall of Fame[6].
- Jego brat, Billy, w australijskiej reprezentacji zaliczył pięć występów[1][32].
- Australijski dziennikarz, Greg Growden, zredagował wojenne pamiętniki Richardsa w tomie Wallaby warrior: the World War 1 diaries of Tom Richards, Australia's only British Lion (ISBN 978-1-74331-661-0)[33] oraz napisał jego biografię tytułując ją Gold, mud, and guts: the incredible Tom Richards: footballer, war hero, Olympian (ISBN 978-0-7333-0976-2)[34].
- trofeum Toma Richardsa – trofeum przyznawane zwycięzcy serii meczów pomiędzy Australią i British and Irish Lions – zostało ufundowane w 2001 roku na jego cześć jako jedynego zawodnika, który reprezentował te dwie drużyny[19][1].
- Zdobyty przez niego medal olimpijski nadal znajduje się w rękach rodziny[35].